# Eupithecia debrunneata
Eupithecia debrunneata là một loài bướm đêm trong họ Geometridae.